# Сокирко Олексій Григорович
Сокирко Олексій Григорович (31 липня 1974 року, Київ) — український історик, викладач, публіцист. Дослідник військово-політичної та соціальної історії України та Центрально-Східної Європи XVII — XVIII ст . Член «Українського товариства з дослідження вісімнадцятого століття» (USECS), Балканської історичної асоціації (BHA). Член редколегій всеукраїнського науково-популярного історично-філологічного часопису «Київська старовина» (2002—2014), "Наукового вісника Київського національного університету ім. Т.Шевченка. Серія «Історія» (2001—2008), «Eastern European History Review» .

## Біографія
- 1998 р. — закінчив історичний факультет, навчався в аспірантурі КНУ ім. Т.Шевченка;
- 1999—2002 рр. — асистент кафедри давньої та нової історії України історичного факультету КНУ ім. Т.Шевченка;
- з 2002 р. — доцент кафедри давньої та нової історії України історичного факультету КНУ ім. Т.Шевченка;
- У 2001—2003 рр. — заступник декана історичного факультету КНУ ім. Т.Шевченка;
- 2005—2008 рр. — вчений секретар Спеціалізованої вченої ради Д 26.001.20 при КНУ ім. Т.Шевченка;
- 2007-08 рр. — в.о. завідувача кафедри давньої та нової історії України КНУ ім. Т.Шевченка.
- 2016 р. — голова науково-методичної комісії історичного факультету КНУ ім. Т.Шевченка

Викладає курси з джерелознавства історії України середини XVII — XVIII ст., палеографії, історії України раннього Нового часу, соціальної історії, історії повсякдення та генеалогії. Автор 6 монографій, навчального посібника, понад 200 статей і розділів у колективних монографіях, рецензій і оглядів у науковій періодиці та ЗМІ.

## Список наукових праць
Монографії:
- Лицарі другого сорту: Наймане військо Лівобережної Гетьманщини 1669—1726 рр. — Київ: Темпора, 2006. — 280 с., іл.
- Тріумф в часи Руїни: Конотопська битва 1659 р. — Київ: Темпора, 2008. — 80 с., іл.
- Український рубікон: Полтавська битва 27 червня 1709 р. — Київ: Темпора, 2009. — Ч.1. — 80 с., іл.; Ч.2. — 104 с., іл.
- На варті булави. Надвірні війська українських гетьманів середини XVII — другої половини XVIII ст. — Київ: Темпора, 2018. — 184 с., іл.
- Кулінарна мандрівка в Гетьманщину: Секрети й таємниці староукраїнської кухні середини XVII—XVIII ст. — Київ: Темпора, 2021. — 272 с., іл.
- Козацький Марс: Держава та військо Козацького Гетьманату в добу Мілітарної революції, 1648–1764 [Cossack Mars: the State and the Army of the Cossack Hetmanate During the Military Revolution, 1648-1764]. - Київ: Темпора. - 912 с., іл., таб., карт.

Підручники:
- Українська кирилична палеографія ХІ — XVIII ст.: Навчальний посібник для студентів історичних спеціальностей. — Київ, 2016. — 144 с., іл.

Статті:
- Артилерія козацької держави: створення, розвиток, внутрішня організація (1648—1781 рр.) // Український історичний журнал. — Київ, 2012. — № 4 (505). — С. 35-51.

- Канцелярія та архів Генеральної артилерії Гетьманщини середини XVII — кінця XVIII ст. // Київська старовина: науковий історико-філологічний журнал. — Київ, 2012. — № 2 (404). — С. 38-50.

- Матеріальне забезпечення Генеральної артилерії Козацького Гетьманату в середині XVII—XVIII ст. // Запорозька Січ і українське козацтво: зб. наук. праць / О. А. Алфьоров, О. І. Божко, О. О. Васильєва, Д. С. Вирський, В. В. Грибовський [та ін.]. — Київ: НВЦ «Пріоритети», 2012. — С. 31-41.

- Наймити в козацькому війську другої половини XVII — середини XVIII ст. (до постанови проблеми) // Збірник Харківського історико-філологічного товариства: наукові розвідки, матеріали та публікації, рецензії / Харківське історико-філологічне товариство. — Харків, 2011. — Т. 14.

- Малоросійська регулярна рота 1733—1739 рр. // Київська старовина. — Київ, 2010. — № 5 (345). — С. 17-28.

- Мобілізаційні можливості гетьманського війська у війні за «польську спадщину» 1733—1735 рр. // Вісник Київського національного університету імені Тараса Шевченка / Київський національний університет імені Тараса Шевченка. — Київ, 2010. — С. 39-41. — (Історія ; Вип. 101).

- Війська українських гетьманів у Полтавській битві 27 червня 1709 р. // Український історичний журнал: науковий журнал / НАНУ, Ін-т історії України, Ін-т політич. і етнонаціон. досліджень. — Київ, 2009. — № 2 (485). — С. 40-51.

- Військова організація та воєнне мистецтво українського козацтва (§§ 8.2 — 8.5) // Історія українського козацтва: Нариси у 2 тт. — Київ, 2006. — Т. 1. — С. 472-514.

- Жолдацькі формування в Гетьманщині 1669—1765 рр. // Український історичний журнал. — 2006. — № 4. — С. 64-77.
- «Малоросійська ручниця» і переозброєння козацького війська 1728—1750 рр. // Київська старовина. — 2005. — № 6. — С. 3-12.

- Муштрові статути гетьманського війська 1756 року // Київська старовина. — 2005. — № 5. — С. 67-81.

- Військова політика Івана Мазепи кінця 17 ст. // Вісник Київського національного університету ім. Т. Шевченка. — Серія «Історія». — Київ, 2004. — Вип. 71/72. — С. 103-108.

- Найманець на роздоріжжі: наймане військо лівобережної України часів Мазепи // Mazepa e il suo tempo: Storia, cultura, societa. — Milano, 2004. — С. 71-101.

- Німецькі найманці в гетьманському війську доби Хмельниччини // Етнічна історія народів Європи / Київський національний університет ім. Т. Шевченка. — Київ, 2004. — Вип.16. — С.141-147.

- Гетьманщина під царським скіпетром (військове будівництво в Україні другої половини 17 — початку 18 ст.) // Україна та Росія: Проблеми політичних і соціокультурних відносин. — Київ : Інститут історії України НАН України, 2003. — С. 292-322.

- Козацьке військо під прицілом модернізації // СОЦІУМ: Альманах соціальної історії /Інститут історії України НАН України. — Київ, 2003. — Вип. 2. — С. 101-116.

- «Одягати і наглядати» (одяг і соціальний статус найманців Лівобережного Гетьманату кінця 17 — початку 18 ст.) // СОЦІУМ: Альманах соціальної історії / Інститут історії України НАН України. — Київ, 2002. — Вип. 1. — С. 173-188.

- Участь найманого війська в «мазепинському» виступі на тлі подій Північної війни (осінь 1708 — літо 1709 рр.) // Україна в Центрально-Східній Європі (З найдавніших часів до 18 ст.) / Інститут історії України НАН України. — Київ, 2002. — Вип. 2. — С. 281-291.

- Організація архівної справи на Лівобережній Україні 18 ст. // Нариси історії архівної справи в Україні / Державний комітет архівів України. — Київ, 2002. — С.103-136.

- Наймане військо лівобережних гетьманів кінця 17 — 18 ст.: «барва», прапори, зброя // Військово-історичний альманах. — Київ, 2002. — Ч. 2 (5). — С. 108-128.

- Хліб насущний гетьманського найманця // Молода нація. — Київ, 2000. — Вип.1. — С. 179-199.

- Генерал гетьманського війська // Київська старовина. — 1999. — № 1 — С. 160-164.

- Рицарі другого сорту: найманці в «легітимному порядку» Гетьманщини // Просемінарій: Медієвістика. Історія Церкви, науки та культури. — Київ, 1999. — Вип. 3. — С. 56-79.

- Сердюцька піхота українських гетьманів // Київська старовина. — 1999. — № 6. — С. 49-63.

- Українські найманці: (Охотницьке військо Лівобережної Гетьманщини 1669—1672 рр.). — Київ : ТОВ «Міжнародна фінансова агенція», 1998. — 44 с.

- Охотницьке військо Лівобережної Гетьманщини: історія виникнення // Київська старовина. — 1998. — № 4. — С. 11-21.

- Відносини Запорозької Січі та Гетьманщини в світлі документів архіву охочекомонного полковника І.Новицького // Запорозьке козацтво в українській історії, культурі та національній самосвідомості: Матеріали міжнародної наукової конференції /Інститут Історії України НАН України. — Київ ; Запоріжжя, 1997. — С. 290-296.

- Військо Гетьманщини кінця 17 — початку 18 ст. (Спроба історико-побутової реконструкції) // Гетьман Іван Мазепа та його доба: Тези доповідей наукової конференції /Музей Гетьманства. — Київ, 1995. — С. 43-45.

Рецензії та огляди:
- Serhii Plokhy. Tsars and Cossacks: A Study in Iconography. — Cambridge Mass., 2002 (Harvard Papers in Ukrainian Studies) // Український гуманітарний огляд. — Київ, 2004. — Вип. 10 — С. 275—279.
- Польсько-українські угоди в 17 столітті (Świadectwa minionych wieków) / пер. укр. і польськ. Алексійчук О., передмова Горобця В., Дроба Я. А., Дмитрієва М. — Краків: «PLATAN», 2002. — 100 с., іл. // Український гуманітарний огляд. — Київ, 2002. — Вип. 8. — С. 205-210.
- Тринадцятий міф про Мазепу // Український гуманітарний огляд. — Київ, 1999. — Вип. 2. — С. 183-197.